# Incident de Fashoda
L'Incident de Fashoda o Crisi de Fashoda foren els episodis que van tenir lloc entre 1898 i 1899, quan França i Regne Unit decideixen construir sengles línies de ferrocarril destinades a connectar les seves respectives colònies africanes. La petita ciutat de Fashoda, al Sudan, situada en la intersecció de les dues línies, es convertiren en l'escenari de la confrontació.

## Antecedents
Els britànics planejaven estendre la seva dominació del Caire al Cap de Bona Esperança i els Francesos de l'oceà Atlàntic a la mar Roja per tot el Sàhara i el Sahel africà i per l'Àfrica equatorial de Brazzaville a Djibouti. Les dues potències van xocar a Fashoda.

## L'incident de Fashoda
Una expedició militar francesa fou enviada des de Brazzaville i va arribar al lloc (Fashoda, 1898) on esperava una altra columna que venia de Djibouti. Poc després dels francesos, va arribar una columna britànica des d'Egipte amb una flotilla que baixava pel Nil. Finalment després de mesos de tensió i negociacions els francesos es van retirar (la seva inferioritat i la manca de suport naval feien impossible mantenir-se).

## Conseqüències
L'incident fou rebut a les metròpolis com una prova de l'expansionisme de l'altra i es van produir manifestacions patriòtiques en els dos bàndols provocant certa tensió internacional. Per l'Entente Cordiale de 1904 finalment, França va reconèixer el domini britànic a Egipte (la conca del Nil) i un condomini anglo-egipci sobre el Sudan a canvi del dret a actuar lliurement al Marroc, que després de la Crisi d'Agadir de 1911 es va convertir en un protectorat francès pel tractat de Fes.